# Francisco Copado
Francisco Copado (Kiel, 19 juli 1974) is een voormalig voetballer, die zowel de Duitse als de Spaanse nationaliteit bezit. Hij beëindigde zijn loopbaan in 2009 bij SpVgg Unterhaching en was topscorer van de 2. Bundesliga in het seizoen 2003/2004 (18 goals), een eer die hij moest delen met de Slowaak Marek Mintál.

## Erelijst
SpVgg Unterhaching
- Topscorer 2. Bundesliga

2004 (18 goals)